# أم الساهك
أم الساهك هي بلدة ومركز إداري تابع لمحافظة القطيف بالمنطقة الشرقية للمملكة العربية السعودية. وقد بلغ عدد سكانها 12998 نسمة، حسب التعداد العام للسكان والمساكن في عام 2010م.

## التسمية
يُعرف «السهك» لغةً على أنه الرمد وحكة العين. ذكر الجوهري في صحاحه: «سهكت الريح»، أي مرت مرورًا شديدًا.

## الموقع الجغرافي
تقع بلدة أم الساهك في محافظة القطيف على السهل الساحلي للخليج العربي بالمنطقة الشرقية. من المملكة العربية السعودية، وتبعد حوالي 5 كيلومترات إلى الغرب من مدينة صفوى، وحوالي 12 كليومترًا إلى الشمال الغربي من مدينة القطيف، وحوالي 20 كيلو مترًا إلى الشمال الشرقي من مطار الملك فهد الدولي. يمر من خلالها طريق الظهران الجبيل السريع الواصل بين مدينة الدمام ومدينة الجبيل. تقع أم الساهك على دائرة عرض 26 درجة و 38 دقيقة شمالًا، وخط طول 49 درجة و 54 دقيقة شرقًا.

## المناخ
تتحكم العديد من العوامل في مناخ أم الساهك، ومنها:

### تأثير الموقع الفلكي
وقوع أم الساهك على دائرة عرض 26.5 درجة شمالًا تقريبًا يعني أنها تقع ضمن النطاق شبه المداري الذي يسود فيه المرتفع شبه المداري. لذا يسيطر على المنطقة في فصل الشتاء والربيع والخريف هبوط في الهواء العلوي بسبب سيطرة نظام الضغط شبه المداري المرتفع في هذه الفصول على الرغم من عبور بعض المنخفضات الحركية خاصة في فصل الشتاء والربيع. كذلك يحتم هذا الموقع الفلكي وجود فائض في الإشعاع الشمسي في المنطقة، خاصة في فصل الصيف، الذي تكون السماء فيه صافية، ومدة سطوع الشمس في اليوم طويلة، والأشعة الشمسية الساقطة تكون شبه عمودية.

### تأثير الموقع الجغرافي
يتمثل تأثير الموقع الجغرافي لأم الساهك الواقعة في جنوب غرب قارة آسيا بشكل عام وفي شمال شرق شبه الجزيرة العربية قرب ساحل الخليج العربي الغربي ما يلي:
1. سيادة الرياح التجارية الشمالية الشرقية القادمة من أواسط قارة آسيا الجافة: تكون هذه الرياح شديدة الحرارة في فصل الصيف لأنها قادمة من مناطق حارة أصلاً إضافة إلى تعرضها للتحمية الذاتية عندما تهبط هذه الرياح من جبال إيران الغربية، أما في فصل الشتاء فتكون هذه الرياح قارسة البرودة نظراً لقدومها من أواسط قارة آسيا شديدة البرودة والجفاف.
2. وقوعها قرب ساحل الخليج العربي الغربي: يجعل من الرياح الشرقية والجنوبية الشرقية رطبة في فصل الشتاء، وتجلب الدفء للمنطقة، وتوفر رطوبة في الهواء للمنخفضات الجوية الحركية التي تعبر المنطقة في بعض أيام الشتاء والربيع والمسماة منخفضات البحر الأبيض المتوسط مما يتسبب في سقوط بعض الأمطار. أما في فصل الصيف فتؤدي هذه الرياح الشرقية والجنوبية الشرقية إلى ارتفاع في الرطوبة النسبية في الهواء مما يجعل الجو حاراً ورطبًا يصعب على سكان المنطقة تحمله.
3. تأثر المنطقة بالمنخفض الحراري المعروف باسم منخفض الهند الموسمي،: وهذا يؤدي إلى هبوب رياح شديدة الحرارة على المنطقة في فصل الصيف. نتيجة لهذه العوامل نجد أن مناخ أم الساهك صحراوي؛ إذ تبلغ كمية الأمطار السنوية حوالي 90 مليمترًا وهي كمية شحيحة جداً، كما تتسم كمية الأمطار السنوية بتذبذبها الكبير من عام إلى آخر، إذ يسقط في بعض الأعوام أكثر من 200 مليمتر، بينما لا يسقط سوى بضعة مليمترات في أعوام أخرى.

## التركيبة السكانية
يميل أغلب سكانها إلى أعراق لقبائل بدوية سابقًا في الجزيرة العربية. بلغ عدد سكانها 28,000 نسمةً وهي تتكون من 3 مناطق هي أم الساهك، وحزم، والدريدي، وأبو معن، والرويحة.

## جمعية أم الساهك
تأسست جمعية حزم أم الساهك الخيرية بقرار وزير العمل والشؤون الإجتماعية رقم (43507) والصادر بتاريخ: 5/6/1427هـ بسجل الجمعيات الخيرية برقم (336) وتاريخ 5/6/1427هـ.

## الآثار والمواقع التاريخية

### واحة العبا
هي إحدى الواحات الأثرية وتقع شمال قرية أم الساهك، بمساحة تقدر بـ 950 كيلومتر مربع.

### حزم أم الساهك
ويقع غرب واحة القطيف بقرب أم الساهك، غربها، ويسمى حزم أم الساهك، وحزم صفوى لقربه منها. يحتل حزم أم الساهك تلة ترتفع قليلًا عن حاضرة أم الساهك، والحزم هو الأرض المرتفعة عن مستوى أرض البلدة القريبة منه. وأرضه قد تكون حجارة مخلوطة بالرمال، أو صخور طينية كما هو الحال بالنسبة إلى حزم صفوى. وفي محافظة القطيف يذكر ثلاثة حزوم رئيسية هي: حزم صفوى وحزم أم الساهك وحزم الدريدري، والبعض يطلق على قرية أبو معن اسم حزم أيضًا، وقال ياقوت الحموي: (أنه يوجد في جزيرة العرب الكثير من الحزوم وذكر منها حوالي - خمسة عشر حزمًا).

## التاريخ
كان أغلب سكان أم الساهك يمارسون الترحال، خاصة إلى واحة الأحساء، إلى أن أخذوا في الاستقرار والعمل بالزراعة. ذكرها المستشرق الإنجليزي لوريمر في كتابه «دليل الخليج» أشار إلى أنها كانت تتكون من 60 منزلًا في بداية القرن العشرين. ويضيف الرامس، لا علم لنا بوجود هذه التسمية قديمًا مع أنها ذكرت في القرن العاشر الهجري، في سجلات العثمانيين، كما أننا لم نحصل على أي سند تاريخي أو جغرافي قديم ذكرها بهذا الاسم، لا قبل الإسلام، ولا في القرون الأولى من الهجرة، ولم ترد في الأحداث التاريخية الكثيرة بهذا الاسم.
كانت أم الساهك قبل عام 1379هـ (الموافق 1958م) تتكون من بعض الأحياء المتقاربة، تفصل زرانيق ضيقة البيوت عن بعضها بعضًا. وتحيط بها بساتين النخيل من كافة أضلاعها الأربعة، وتمتد من المسورة وبضع أحياء أحدها شمال شرق يأخذ للشرق أكثر من الشمال، وواحد جنوب غرب واخر يمتد جنوبًا شرقيًا وهو يلي المسورة من حيث الحجم، وستة آخرين جنوب الحي الثالث. وقد أنشئت جميعها بعد قدوم بعض الأسر العربية البدوية مثل بنو خالد إليها. استمر توسع البلدة جنوبًا أكثر منه شمالًا وشرقًا وأصبح عددها حوالي ثمانية أحياء بين صغيرة وكبيرة. كما زاد اتساعها خاصة بعد اكتشاف البترول فيها.

## النشاط الاقتصادي
أم الساهك من المناطق الزراعية في محافظة القطيف وواحة كثيرة الخضرة. كانت إحدى المحطات للمسافرين من الشمال إلى الجنوب والعكس، على الساحل الشرقي لشبه الجزيرة العربية إلى عهد قريب. يذكر أن بعض المؤرخين يعتقد أن أم الساهك هي «آفان»، الموقع الذي وقعت فيه المعركة بين الجيش العباسي بقيادة العباس الغنوي والقرامطة عام 287 هجرية، التي انتهت بانتصار ساحق حققه القرامطة على الجيش العباسي. وقد ذكرها المسعودي باسم «أفنان» وقال: «أفنان ماء ونخل [...] أراد العباس بن عمرو الغنوي نزولها، وذلك عند ارتحاله من الماء المعروف بالأعباء. فسبقه أبو سعيد إلي بالماء، وطول هذه السبخة سبعة أميال، وبينها وبين البصرة سبعة أيام، وهي على بعد يومين من ساحل البحر» ويستكمل المسعودي قائلاً: «وهي القطيف، وبين القطيف وبين البحر ميل، ولها مدينه على الساحل يقال لها عنك».